# Hrvatski Telekom
Hrvatski Telekom (kraće HT) je hrvatski nacionalni fiksni i mobilni operater osnovan 28. prosinca 1998. godine sukladno odredbama Zakona o razdvajanju Hrvatske pošte i telekomunikacija na Hrvatsku poštu i Hrvatske telekomunikacije, poslovanje poduzeća Hrvatske pošte i telekomunikacija (HPT) razdvojeno je na dva nova dionička društva koja su započela poslovati 1. siječnja 1999. godine. Oba su poduzeća imala monopolistički položaj.

## Djelatnosti
Osnovne djelatnosti Hrvatskog Telekoma i o njemu ovisnih društava jesu: pružanje elektroničkih komunikacijskih usluga te projektiranje i izgradnja elektroničkih komunikacijskih mreža na području Republike Hrvatske. Uz usluge nepokretne telefonije (pristup i promet usluga nepokretne telefonije te dodatne usluge nepokretne mreže), Grupa također pruža internetske, IPTV i ICT usluge, usluge prijenosa podataka (najam vodova, Metro-Ethernet, IP/MPLS, ATM) te usluge pokretnih telefonskih mreža GSM, 4G i 5G.

## Privatizacija
Hrvatski Telekom danas je dioničko društvo u većinskom vlasništvu Deutsche Telekoma. Nakon privatizacije Hrvatskih telekomunikacija proveden je proces promjene zaštitnog znaka, te je 1. listopada 2004. godine uveden novi korporativni identitet kojim je nastala HT Grupa koja nudi usluge kroz T-Mobile kao mobilnog operatera i T-Com kao fiksnog operatera. HT je danas vodeći davatelj telekomunikacijskih usluga u Hrvatskoj koji objedinjuje usluge fiksne telefonije, širokopojasnog pristupa internetu i televizijske usluge. Dana 1. siječnja 2010. ponovnim pripajanjem društva T-Mobile društvu Hrvatski Telekom, objedinjeno je poslovanje T-Coma i T-Mobilea u jednu tvrtku.
Upisom u sudski registar dana 31. prosinca 2009. godine pripojeno društvo T-Mobile prestalo je postojati, a Hrvatski Telekom je postao pravni sljedbenik društva.

## Povijest
- 1998. – Početak komercijalnog rada
- 1999. – Razdvajanjem HPT-a (Hrvatske pošte i telekomunikacija) na HP - Hrvatsku poštu d.d. i HT - Hrvatske telekomunikacije d.d utemeljen je Hrvatski Telekom.
- 2001. – Deutsche Telekom postaje većinski vlasnik HT-a, s udjelom u vlasničkoj strukturi 51%, dok je vlasnik preostalog dijela Vlada Republike Hrvatske
- 2002. – Završen je proces digitalizacije nepokretne mreže
- 2003. – Hrvatski Telekom osniva tvrtku kćer - HT mobilne komunikacije d.o.o., u 100%-tnom vlasništvu HT-a
- 2004. – Hrvatski Telekom je postao dijelom T-branda, robne marke Deutsche Telekoma i promijenio obilježja svoje robne marke
- 2006. – Akvizicija Iskona
- 2006. – Početak MAXtv usluge
- 2006. – Eronet se pripaja HT-u Mostar
- 2007. – Uvrštavanje dionica HT-a na Zagrebačku burzu
- 2010. – Spajanje T-coma i T-mobilea
- 2010. – Početak bonbon usluge
- 2014. – Akvizicija Optima Telekoma
- 2017. – HT kupio većinski udio u Crnogorskom Telekomu
- 2019. – Zaključen proces kupnje EVOtv usluge
- 2020. – 5G mreža započinje s komercijalnim radom
- 2024. – Gašenje mobilne MAXtv to Go usluge i početak nove MAXtv usluge
- 2024. – Početak gašenja 3G mreže u Hrvatskoj
- 2025. – Završetak gašenja 3G mreže u Hrvatskoj

## Akvizicije

### Iskon
Potpisivanjem ugovora između članova uprave Hrvatskog Telekoma i tvrtke Adriatic Net Investros, Hrvatski Telekom je stekao stopostotni udio u vlasništvu Iskona. Akvizicija je izvršena 31. svibnja 2006. godine za 100 milijuna kuna nakon odobrenja Agencije za zaštitu tržišnog natjecanja. Iskon je pružatelj fiksne telefonije, širokopojasnog pristupa internetu i televizijske usluge putem ADSL i ULL infrastrukture na području Zagreba, Splita, Rijeke, Osijeka, Pule, Dubrovnika, Velike Gorice, Samobora i Opatije, a osnovan je 1997. godine.

### Crnogorski Telekom
Hrvatski Telekom je 10. siječnja 2017. potpisao ugovor s Magyar Telekomom o kupnji 76,53 posto udjela u društvu Crnogorski telekom za za 123,5 milijuna eura. Crnogorski telekom najveća je telekomunikacijska kompanija u Crnoj Gori koja pruža kompletan spektar fiksnih i mobilnih telekomunikacijskih usluga. U prvih devet mjeseci 2016. godine ostvareni su prihodi u iznosu od 69,4 milijuna eura, dok je EBITDA iznosio 24 milijuna eura. Kada se radi o mobilnoj mreži, potkraj trećeg tromjesečja imali su 368,6 tisuća mobilnih korisnika i bili drugi igrač na tržištu s 32 posto korisničke baze u mobilnoj telefoniji, gdje su im najveći konkurenti Telenor i M:Tel. Sa 140.300 korisnika u fiksnoj telefoniji, Crnogorski telekom je apsolutni tržišni lider s 93,6-postotnim udjelom na tržištu fiksne telefonije. Potkraj 2015. godine u kompaniji je radilo 588 zaposlenika.

### EVOtv
EVOtv je osnovala Hrvatska pošta 2012. godine, a 29. veljače 2019. godine prelazi u vlasništvo Hrvatskog Telekoma, u akviziciji čija vrijednost nije otkrivena. EVOtv je pružatelj televizijske usluge na području cijele Hrvatske gdje je prisutan od 2012. godine i pokriva više od 71.195 korisnika.

## Mreža

### 5G mreža
Nakon provedenog postupka javne dražbe i investicije od 130 milijuna kuna za novi radiofrekvencijski spektar, Hrvatskom Telekomu je na nacionalnoj razini u frekvencijskom pojasu 700 MHz dodijeljen blok od 2x10 MHz, u frekvencijskom pojasu od 3,6 GHz 12 blokova od 10 MHz (ukupno 120 MHz), a u frekvencijskom pojasu 26 GHz 2 bloka od 200 MHz (ukupno 400 MHz). Dozvole za uporabu radiofrekvencijskog spektra dodjeljuju se na razdoblje od 15 godina. 149 ili svaka četvrta bazna stanica radi na 3,6 GHz čime su na području 12 gradova; u Zagrebu, Splitu, Rijeci, Osijeku, Dubrovniku, Karlovcu, Puli, Slavonskom Brodu, Šibeniku, Varaždinu, Velikoj Gorici i Zadru, omogućene još veće brzine.

### Gašenje 3G mreže
Hrvatski Telekom donio je odluku o gašenju 3G mreže kao dio svoje strategije modernizacije telekomunikacijske infrastrukture. Ova promjena je usklađena s globalnim trendovima prelaska na naprednije mrežne tehnologije, poput 4G i 5G, koje nude brži i stabilniji prijenos podataka, veću pouzdanost te bolju pokrivenost signalom. Gašenjem 3G mreže HT planira optimizirati resurse i kapacitete te pružiti korisnicima kvalitetnije usluge, uz veću energetsku učinkovitost novih mreža. Korisnicima koji još uvijek koriste 3G uređaje preporuča se prelazak na novije uređaje kako bi mogli iskoristiti prednosti 4G i 5G tehnologija ili će biti primorani koristiti 2G mrežu.
Posljednja gašenja 3G mreže na područjima u Hrvatskoj odvilo se 28. siječnja 2025. godine nakon čega se 3G mreža više ne može koristiti. Od 29. siječnja 2025. godine, 3G mreža u Hrvatskoj putem Hrvatskog telekom više nije dostupna. 
Faze gašenja 3G mreže:
- Osijek i okolica (Đakovo, Donji Miholjac, Darda i Valpovo) – u razdoblju od 18. ožujka do 22. ožujka 2024. godine[10]
- Zagreb i okolica – u razdoblju od 8. srpnja do 12. srpnja 2024. godine.[11]
- Rijeka, Pula, dijelovi Istarske i dio Primorsko-goranske županije; Split, Zadar, Dubrovnik, Šibenik, Makarska, dio Zadarske, dio Šibensko-kninske, dio Splitsko-dalmatinske i dio Dubrovačko-neretvanske županije – u razdoblju od 4. studenog do 15. studenog 2024. godine.[9]

## Nagrade
- Ookla® Speedtest Awards™ – Fastest Mobile Network – nagrada za brzinu mobilne mreže tijekom prvog tromjesečja 2021. Za osvajanje ove nagrade Hrvatski Telekom je postigao ocjenu brzine od 83.42 s prosječnom brzinom preuzimanja od 83,06 Mbps i prosječnom brzinom uploada od 17,48 Mbps.

- Ookla® Speedtest Awards™ – Best Mobile Coverage – nagrada za pokrivenost mobilnom mrežom tijekom prvog tromjesečja 2021. Hrvatski Telekom je ostvario ocjenu 818 za pokrivenost. Od skeniranja pretplatnika Hrvatskog Telekoma, 99,80% imalo je uslugu, a 92,90% uslugu 4G.

- Ookla® Speedtest Awards™ – Best Mobile Network – nagrada za najbolju mrežu u Hrvatskoj, najbrži mobilni internet i najbolju pokrivenost tijekom prvog tromjesečja 2021. godine.

## Vanjske poveznice
- Službena stranica
- Hrvatski Telekom na Facebooku
- Hrvatski Telekom na Twitteru
- Hrvatski Telekom na Instagramu
- Hrvatski Telekom na YouTubeu